# Josef Pembaur der Ältere

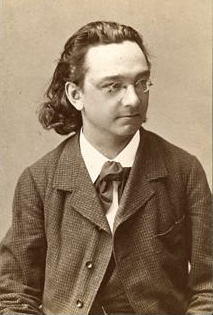
Josef Pembaur um 1890

Josef Pembaur der Ältere (* 23. Mai 1848 in Innsbruck; † 19. Februar 1923 ebenda) war ein österreichischer Dirigent, Komponist und Musiklehrer.

## Leben

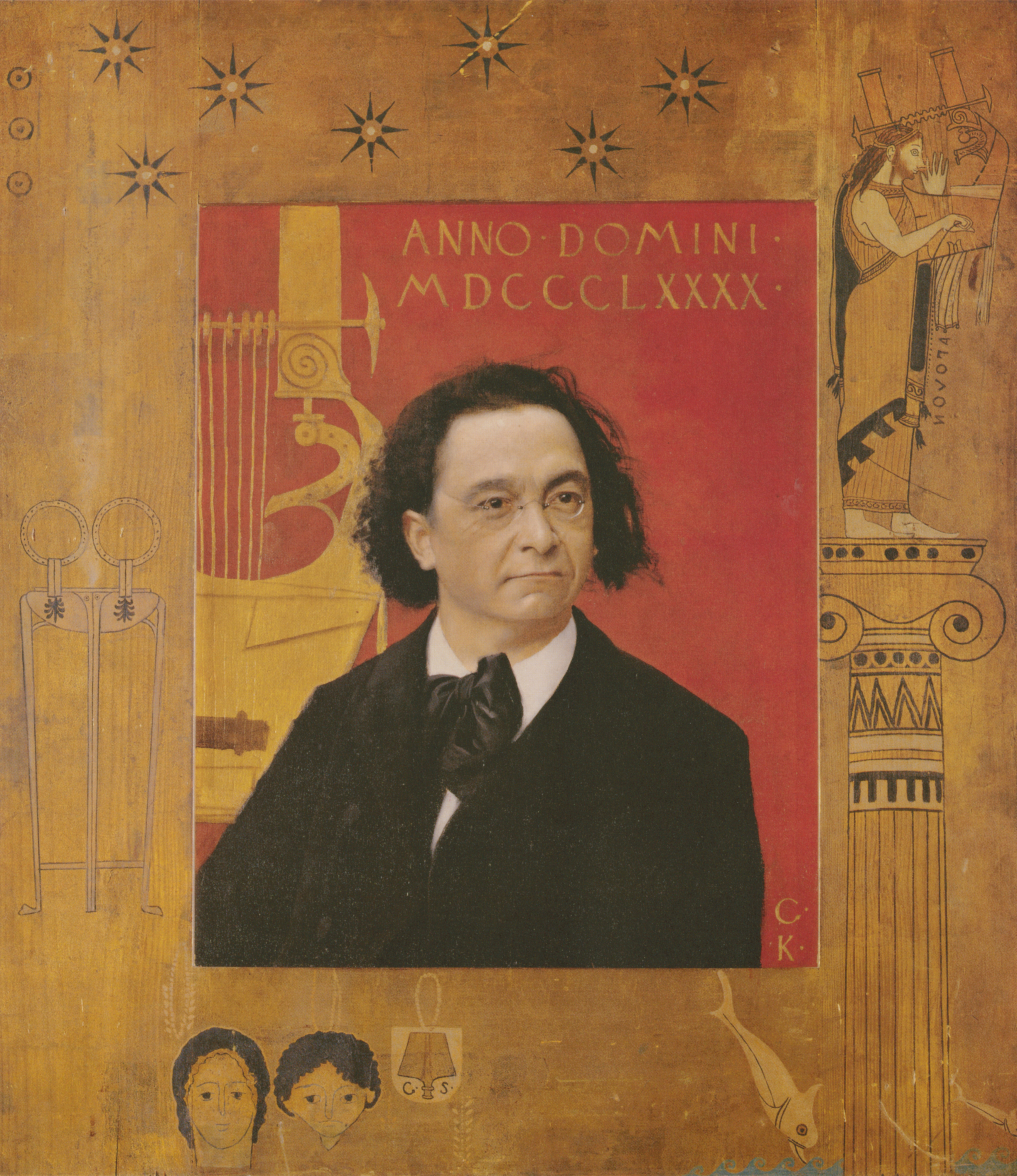
Porträt Pembaurs von Gustav Klimt, 1890

Der Sohn eines Verwaltungsbeamten und Gemeinderates studierte zunächst Jus an der Universität Innsbruck, wandte sich dann aber der Musik zu und studierte am Wiener Konservatorium bei Anton Bruckner Komposition und Orgel und am Münchner Konservatorium bei Josef Gabriel Rheinberger Musiktheorie und Orgel, weiters bei Giuseppe Buonamici, Franz Wüllner und Julius Hey. In München befreundete er sich mit Peter Cornelius.
1874 wurde er als Nachfolger Matthäus Nagillers Direktor des Musikvereins in Innsbruck und sorgte für einen Aufschwung des Innsbrucker Musiklebens. Pembaur leitete eine von ihm gegründete Orchestervereinigung und die akademischen Gottesdienste in der Jesuitenkirche, den Akademischen Gesangverein, die Innsbrucker Liedertafel und den 1881 von ihm wieder ins Leben gerufenen Tiroler Sängerbund. Für jährliche Aufführungen von Oratorien gründete er einen gemischten Chor.
In der Schule des Musikvereins unterrichtete er Sologesang, Klavier, Musiktheorie und zeitweise auch Orgel. Zu seinen Schülern zählten unter anderem Ludwig Thuille, Vinzenz Goller, Anton Schmutzer, Hartmann von An der Lan-Hochbrunn, Josef Prantl, Martin Spörr und Josef Eduard Ploner. Er setzte eine bessere Bezahlung der Lehrer durch, wodurch er bessere Lehrkräfte gewinnen und das Ansehen der Schule heben konnte. 1912 erreichte er, dass der Musikverein, der bisher verschiedene unzureichende Räume nutzte, ein eigenes Gebäude, das heutige Tiroler Landeskonservatorium, erhielt.
Als Komponist schuf Pembaur unter anderem eine Symphonie, eine Oper, Oratorien, eine deutsche und acht lateinische Messen, ein Requiem, Märsche, Klaviermusik, Kammermusik, 56 Männerchöre, sieben gemischte Chöre und rund 70 Lieder. Seine Männerchöre wurden nicht nur in Europa, sondern auch in Amerika aufgeführt. Während er als Dirigent Interesse für moderne Musik zeigte, blieb er als Komponist ein von Robert Schumann beeinflusster Nachromantiker. Er veröffentlichte auch etliche Abhandlungen und Aufsätze, vor allem in den Jahresberichten der Schule des Innsbrucker Musikvereins.

## Privates
Seine Söhne Josef und Karl wurden ebenfalls Musiker, sein Sohn Walter wurde Politiker.

## Ehrungen
- Orden der Eisernen Krone
- Titel Akademischer Musikdirektor der Universität Innsbruck, 1883
- Ritterkreuz des Franz-Joseph-Ordens, 1900[1]
- Ehrenchormeister des Tiroler Sängerbundes
- Benennung der Pembaurstraße im Innsbrucker Stadtteil Pradl
- Bronzereliefguss von Virgil Rainer im Foyer des Landeskonservatoriums, gestiftet vom Tiroler Sängerbund zum 10. Todestag 1933[2]

## Werke (Auswahl)
- Frühlingsouvertüre, um 1880
- In Tirol. Symphonie, op. 39, 1884
- Die Schlacht am Berg Isel 1809, Oratorium, vor 1888 (Text von Bartholomäus Del Pero)
- Bilder aus dem Leben Walthers von der Vogelweide, Oratorium, vor 1888
- Deutsche Messe, op. 62, vor 1897
- Zigeunerliebe, Oper, 1898
- Konzert für Violoncello und Orchester, op. 86, um 1910

## Belege
1. ↑  Aus Stadt und Land. Josef Pembaur †. In: Tiroler Anzeiger, 20. Februar 1923, S. 3 (online bei ANNO).
2. ↑  Lorenz Benedikt: “Colla marmorea testa ei fa così...” Ein Blick auf die ehernen Ahnen und Residenten des Hauses. In: kons, Zeitung des Tiroler Landeskonservatoriums, Heft Nr. 4, Herbst 2010, S. 28–29 (Digitalisat)

| Personendaten    | Personendaten             |
| ---------------- | ------------------------- |
| NAME             | Pembaur, Josef der Ältere |
| KURZBESCHREIBUNG | österreichischer Musiker  |
| GEBURTSDATUM     | 23. Mai 1848              |
| GEBURTSORT       | Innsbruck                 |
| STERBEDATUM      | 19. Februar 1923          |
| STERBEORT        | Innsbruck                 |